# ابراهیم البطوط
ابراهیم البطوط (عربی: إبراهيم البطوط؛ زادهٔ ۲۰ سپتامبر ۱۹۶۳) کارگردان فیلم، تهیه‌کننده فیلم، و فیلم‌بردار صحنه اهل مصر است. فیلم‌های او منتخب بسیاری از جشنواره‌های بین‌المللی بوده‌است.